# Dinastia Paleolog
Dinastia Paleolog (greacă:Παλαιολόγος, pl. Παλαιολόγοι), a fost o familie nobiliară bizantină, care se trăgea din Comneni și Angelizi. Ea a domnit în Imperiul Bizantin (1259 - 1453), Despotatul Moreei (1308 - 1322, 1383 - 1460) și Despotatul de Thessalonika (1376 - 1423). Ea a fost cea mai lungă dinastie ca durată din Imperiul Bizantin.

## Cronologie și scurt istoric
Paleologii erau originari din Macedonia. George Paleolog a fost un prieten al lui Alexios I Comnen. Primul care a intrat într-o familie imperială a fost Alexios Paleolog, care s-a căsătorit cu Zoe Ducas, fiica cea mică al lui Constantin al X-lea Ducas. Alt Alexios Paleolog s-a căsătorit cu Irina Anghelos, fiica lui Alexios al III-lea Angelos. Andronic Paleolog, descendent din Zoe Ducas, a fost tatăl împăratului Mihail al VIII-lea Paleologul. Unele din urmașele lui Mihail VIII s-au căsătorit cu conducătorii din Imperiul din Trapezunt, Georgia, Serbia și Bulgaria.
Andronic al II-lea Paleologul s-a căsătorit cu Anna de Ungaria, iar Ioan al V-lea Paleologul s-a căsătorit cu fiica lui Ioan al VI-lea Cantacuzino. Fiul lui Manuel al II-lea Paleologul, Toma Paleologul s-a căsătorit fiica cu Ivan al III-lea al Rusiei. De asemenea ducii de Montferrat și Mantua au fost descendenți din Paleologi, chiar și regina Ana a României este decendentă din Paleologi.
Despotatul Moreii și Despotatul de Thessalonika au devenit state-tampon ale Imperiului Bizantin, Moreea fiind guvernată de moștenitorii tronului, la fel ca Țara Galilor în Anglia.
În 1259, Mihail al VIII-lea Paleologul a devenit regent al Imperiului de la Niceea în timpul minoratului lui Ioan al IV-lea Laskaris. În 1261, el a reușit să recucerească Constantinopolul și a încercat să cucerească fără succes statele latine din Grecia. După moarte lui Andronic al III-lea Paleologul, a început lupta pentru tron, care s-a terminat în 1390. În 1371 imperiul a devenit pentru doua oară în istoria sa, tributar Imperiului Otoman. Manuel al II-lea Paleologul și fiul său Ioan al VIII-lea Paleologul au căutat fără succes ajutor în vest împotriva turcilor otomani. În 1453, Constantinopolul, al cărui împărat era Constantin al XI-lea Paleologul, a fost cucerit de Imperiul Otoman, devenind capitala acestuia.
Toma Paleologul, despotul Moreii, și-a asumat titlul de împărat bizantin, acesta dându-se din tată în fiu chiar și după cucerirea despotatului de către turci. Împărații s-au refugiat în vestul Europei, stabilindu-se în Italia. Actualul om care deține titlul de împărat bizantin este Enrico Constantino de Vigo Lascaris Paleologo (Henric Constantin de Vigo Lascaris Paleolog; născut 1918, titlu deținut din 1951, din 2012 moștenit de la Principessa Françoise De Vigo Lascaris Paleolog), descendent din Ioan al VIII-lea Paleologul.

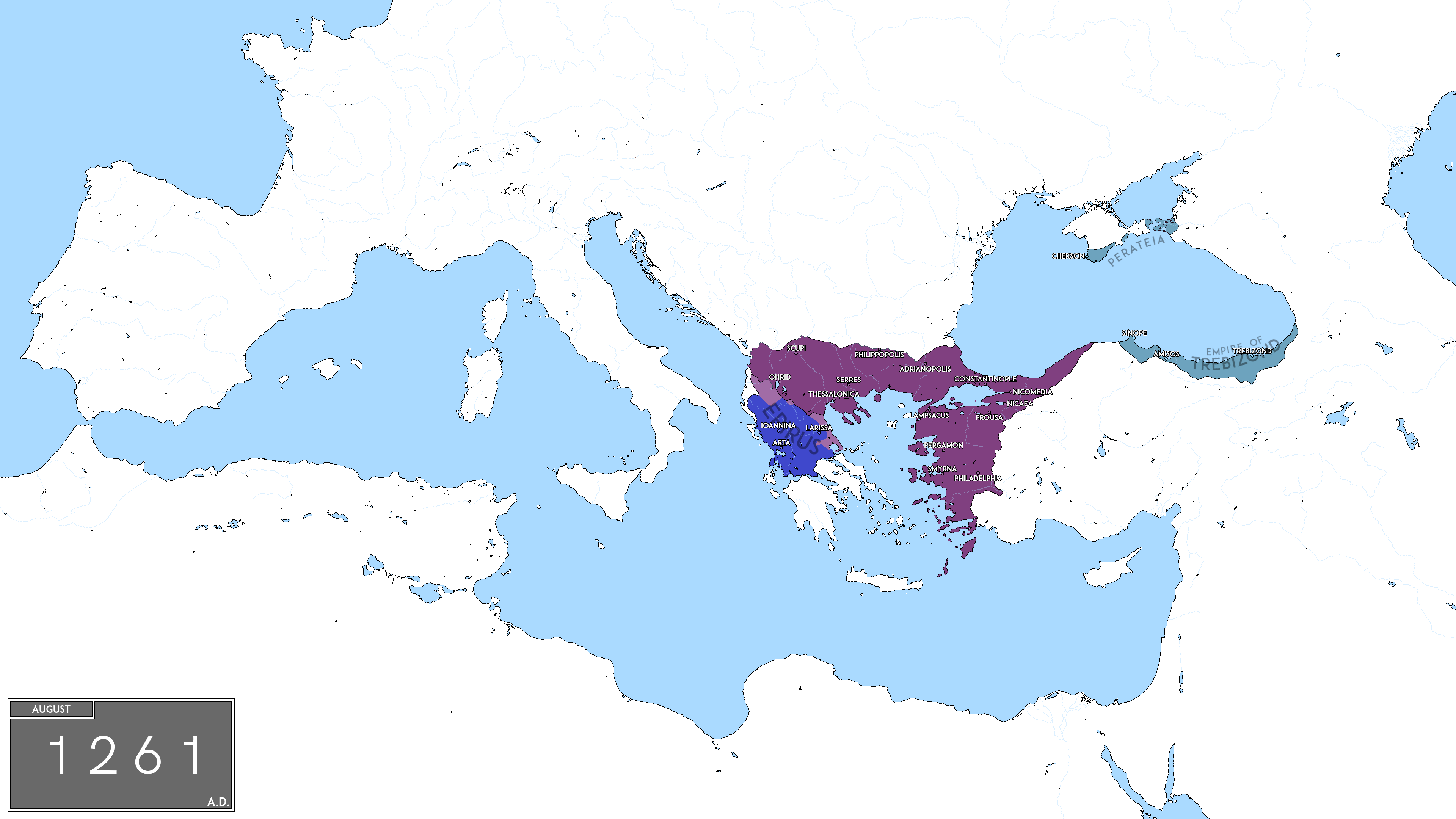
Imperiul Roman de Rasarit in 1261, dupa incoronarea lui Mihail al VIII-lea Paleologul ca Imparat in Constantinopol.
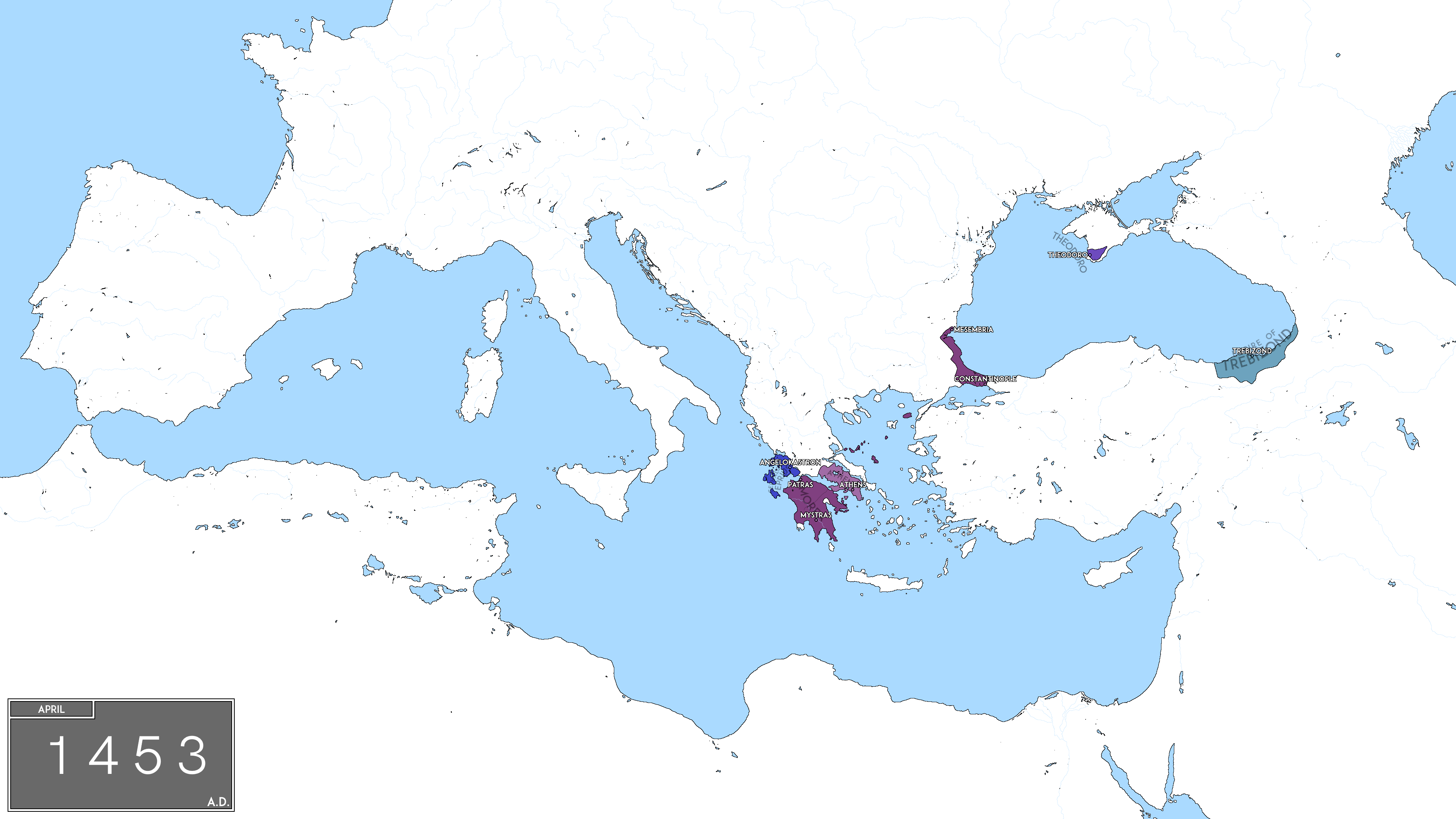
Imperiul Roman de Rasarit in 1453, inainte de caderea Constantinopolului.